# マミ熊野
マミ 熊野（マミ くまの、1960年1月15日 - ）は、兵庫県家島町（現：姫路市）出身の日本の元女子プロレスラー。本名・熊野 磨美（くまの まみ）。現在は結婚し新井磨美。

## 人物
1977年（昭和52年）全日本女子プロレスオーディション前に入門。
池下ユミ率いる悪役集団「ブラック軍団」に加わり、正規軍のビューティペアらと抗争を展開。阿蘇しのぶ引退後、池下の「ブラック・ペア」で2代目パートナーを務めていた漆原幸恵が富高千賀子のパートナーに抜擢されたのを受けて後任の3代目パートナーとなり、「人間絞首刑」を武器にWWWA世界タッグ王座を獲得した。
試合では悪役であったが、舞台裏では新人時代に酷いいじめにあっていた後輩のダンプ松本を度々庇ったり、レスラーを辞めようかと悩んでいたダンプを影から支えていたといい、性格も温厚で"良い先輩"であった。ダンプのファンから『全女で好きだった先輩は？』の質問にマミと池下の名前を挙げ、『マミさんと池下さんは優しくて大好きな先輩だった』とダンプ松本は自身のブログやインタビューなどで綴っている
。
1981年10月、引退。家島に帰郷し漁師の男性と結婚し6児（2男4女）の母となっている。2024年時点で孫も13人いる。
引退した年にデビューした山崎五紀は同郷の後輩でもある。
2019年12月23日放映のNHK「まちけん参上!」姫路市家島編で町の弁当屋の女将として登場し、往年の必殺技「人間絞首刑」を披露した。

## 獲得タイトル
- 第70代WWWA世界タッグ王座（パートナーは池下ユミ）

## 入場テーマ曲
- 「Cry No More」（作曲：桜庭伸幸）※のちにこの曲は彼女を慕っていた後輩のマスクド・ユウ(クレーン・ユウ)に受け継がれた。